# Audrey Joy Grant

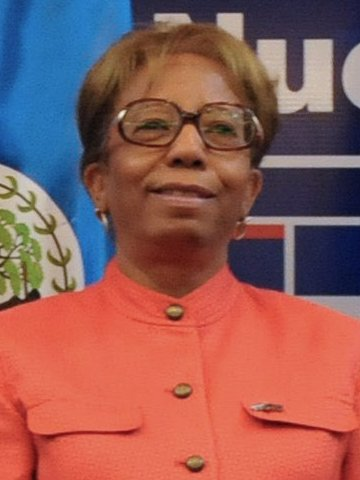
Audrey Joy Grant, 2012

Audrey Joy Grant CMG (* 5. Februar 1951 in Belize City, British Honduras) ist seit 2016 Gouverneurin der Zentralbank von Belize. Bis dahin war sie im Naturschutz, als Diplomatin und zeitweise als Ministerin tätig.

## Berufsweg
Grant absolvierte ein Masterstudium an der University of Alberta in Kanada mit einem Abschluss im internationalen Finanzwesen. Nach Tätigkeit in der freien Wirtschaft arbeitete sie von 1984 bis 1986 bei der Caribbean Development Bank (CDB) in Barbados. Anschließend ging sie an die Botschaft ihres Landes in Washington, D.C. Grant war dort beratend und als Stellvertreterin des Geschäftsträgers tätig.
Im Jahr 1989 kehrte Grant nach Belize zurück und wurde Exekutivdirektorin des „Programms für Belize“. Das Naturschutzprogramm erwarb etwa 1215 km² tropischen Regenwald (vier Prozent der Landmasse von Belize) und wurde auf nachhaltige Entwicklung ausgerichtet. Es finanzierte sich zu vierzig Prozent über Ökotourismus. Im Jahr 2001 wurde Grant Vizepräsidentin und Geschäftsführerin für die Atlantische Naturschutzregion der The Nature Conservancy in Arlington, Virginia. Diese koordiniert den Natur- und Meeresschutz von zehn zentralamerikanischen und karibischen Ländern sowie von zwanzig Bundesstaaten der Vereinigten Staaten. Nach fünf Jahren wechselte sie als Generaldirektorin zum Natural Capital Project im Bereich Fundraising, wo sie auch die Zusammenarbeit mit The Nature Conservancy koordinierte. Von 2000 bis 2001 war Grant zudem Mitglied einer Kommission, die das Sozialversicherungssystem von Belize prüfte. Sie war Delegationsleiterin auf dem Weltgipfel für nachhaltige Entwicklung 2002 (WSSD) in Johannesburg.
Grant wurde 2008 zur außerordentlichen und bevollmächtigten Botschafterin in Belgien, bei der Europäischen Union und der Welthandelsorganisation (WTO) akkreditiert. Nichtresidierende Nebenakkreditierungen erhielt sie für Deutschland, Frankreich, Spanien und die Niederlande. Sie war seit 2011 Delegierte und später stellvertretendes Mitglied im Vorstand des Green Climate Fund (GCF) für Lateinamerika und die Karibik.
Im Jahr 2012 wurde Grant zum Mitglied des Senats und zur ersten Ministerin für Energie, Wissenschaft und Technologie sowie öffentliche Versorgungsunternehmen ernannt. Daneben wurde sie von Premierminister Barrow beauftragt, die National Bank of Belize Ltd. zu gründen, 2015 war sie dort Vorsitzende des Verwaltungsrats.
Im Oktober 2016 wurde Audrey Joy Grant als erste Frau Gouverneurin der Zentralbank von Belize. Im Juni 2019 wurde Grant aus Anlass des Geburtstags von Elisabeth II. zum Companion des Ordens vom Heiligen Michael und Georg ernannt.